# Phyllis Whitney
Phyllis Ayame Whitney (* 9. September 1903 in Yokohama, Japan; † 8. Februar 2008 in Faber, Virginia) war eine US-amerikanische Mystery-Autorin.
Whitney wurde in Japan geboren und wuchs dort auch die ersten Jahre auf. Die übrige Kindheit verbrachte sie in China, den Philippinen, Kalifornien und Texas. Zu den Berufen, die sie ausübte, gehörten Jobs als Tanzlehrerin, Verkäuferin in einer Buchhandlung, Bibliothekarin und in den 1940er Jahren Redakteurin für Kinderbücher bei den Zeitungen Chicago Sun und Philadelphia Inquirer. 1945 war sie
Kursleiterin an der Northwestern University und 1947 bis 1958 an der New York University, wo sie das Schreiben von Kinderbüchern lehrte.
Als eine der wenigen Autorinnen ihres Genres schrieb sie Bücher und Geschichten sowohl für Jugendliche als auch für Erwachsene. Oftmals wählte sie für ihre Szenarien exotische Schauplätze. In einem Review in der New York Times wurde sie einmal als „Königin des amerikanischen Gothic“ bezeichnet.
Die Autorin hat mehr als siebzig Romane verfasst. 1961 wurde sie für ihr Jugendbuch The Mystery of the Haunted Pool von den Mystery Writers of America (MWA) mit dem Edgar Award in der Kategorie Bestes Buch für Kinder und Jugendliche ausgezeichnet. Den zweiten Preis derselben Organisation errang sie 1964 mit dem Roman The Mystery of the Hidden Hand, und das Buch bekam außerdem den Sequoyah Award of Oklahoma. 1975 wurde sie zur Präsidentin der Mystery Writers of America gewählt. Im Jahr 1988 wurde ihr von der MWA der Grand Master Award für ihr Lebenswerk verliehen.
1925 heiratete sie George A. Garner, die einzige Tochter Georgia wurde 1934 geboren. Die Ehe wurde 1945 geschieden. Seit 1950 war Whitney in zweiter Ehe mit Lovell F. Jahnke (1899–1973) verheiratet.
Phyllis Whitney starb im Februar 2008 im Alter von 104 Jahren an einer Lungenentzündung.

## Bibliografie

### Romane
- Place for Ann (1941)
- Star for Jenny (1942)
- Window for Julie (1943)
- Red is for Murder (1943) aka Red Carnelian (1965); Geheimnis des zerbrochenen Rings, Übers. Leni Sobez, Heyne Verlag 1973
- Silver Inkwell (1945)
- Willow Hill (1947)
- Ever After (1948)
- Mystery of the Gulls (1949)
- Linda's Homecoming (1950); Lindas Heimkehr: Start ins neue Leben, Übers. Friedrich Feld, Ill. Gerhard Wolter, Heyne 1978
- Island of Dark Woods (1951) aka Mystery of the Strange Traveler (1967)
- Love me Love me Not (1952)
- Step to the Music (1953)
- A Long Time Coming (1954)
- Mystery of the Black Diamonds (1954); Geheimnis der schwarzen Diamanten, Übers. Lena Hahn, Ill. Kurt Schmischke, Boje Verlag 1967
- Quicksilver Pool (1955); Das verhängnisvolle Jahr, Übers. Bruni Sautter, Heyne 1971
- Mystery on the Isle of Skye (1955)
- The Fire and the Gold (1956)
- Highest Dream (1956)
- Trembling Hills (1956); Liebe die tödlich ist, Übers. Leni Sobez, Heyne 1973
- Mystery of the Green Cat (1957); Geheimnis der grünen Katze, Übers. Eva Ledig, Pfeiffer Verlag 1962
- Skye Cameron (1957); Schatten der Vergangenheit, Übers. Dietlind Bindheim, Heyne 1972
- The Moonflower (1958); Die Mondblume, Übers. Leni Sobez, Heyne 1976
- Secret of the Samurai Sword (1958); Das geheimnisvolle Schwert: Spuk um Mitternacht, Übers. Friedrich Feld, Ill. Sylvia von Braun, Heyne 1977
- Creole Holiday (1959); Karneval in New Orleans: die Geschichte einer Begegnung, Übers. Eva Ledig, Pfeiffer Verlag 1961
- Mystery of the Haunted Pool (1960); Der unheimliche Tümpel, Übers. Lena Hahn, Boje Verlag 1968
- Thunder Heights (1960); Garten des Bösen, Übers. Susi (Maria) Roediger, Heyne 1969
- Blue Fire (1960); Blaues Feuer, Übers. Ute Seeslen, Heyne 1971
- Secret of the Tiger's Eye (1961); Tigerhöhle in Kapstadt, Übers. Lena Hahn, Boje Verlag 1966
- Mystery of the Golden Horn (1962)
- Window on the Square (1962); Haus am Washington Square, Übers. Christiane Nogly, Heyne 1965
- Seven Tears for Apollo (1963); Sieben Tränen für Apoll, Übers. Leni Sobez, Heyne 1970
- Mystery of the Hidden Hand (1963); Auf der Spur der steinernen Hand, Übers. Jutta von Sonnenberg, Heyne 1974
- Secret of the Emerald Star (1964); Der verschwundene Talisman: Stellas grosses Geheimnis, Übers. Angela Djuren, Ill. Herbert Horn, Heyne 1975
- Black Amber (1964); Schwarzer Bernstein, Übers. Gretl Friedmann, Scherz Verlag 1967
- Sea Jade (1965); Schiff der Geister, Übers. Karin Brust, Heyne 1967
- Mystery of the Angry Idol (1965)
- Columbella (1966); Columbella, Übers. Gisela Stege, Heyne 1969
- Silverhill (1967); Haus im Nebel, Übers. Jutta von Sonnenberg, Heyne 1968
- Secret of the Spotted Shell (1967)
- Hunter's Green (1968); Der unsichtbare Spieler, Übers. Swantje Hanck, Heyne 1969
- Secret of Goblin Glen (1969); Tina in der Geisterschlucht, Übers. Lena Hahn, Boje Verlag 1970
- Secret of the Missing Footprint (1969); Marion auf geheimnisvoller Spur, Übers. Lena Hahn, Boje Verlag 1973
- Mystery of the Crimson Ghost (1969); Der scharlachrote Geist: Janey entdeckt einen Spuk, Übers. Angela Djuren, Ill. Ulrik Schramm, Heyne 1976
- Winter People (1969); Die weiße Lady, Übers. Hannelore Guski, Heyne 1970
- Lost Island (1970); Gefangene der Insel, Übers. Ursula Pommer, Heyne 1972
- Vanishing Scarecrow (1971); Gespenst im Park: die Erlebnisse eines mutigen Mädchens, Übers. Erni Friedmann, Heyne 1974
- Nobody Likes Trina (1972); Überraschung mit Roberta, Übers. Lena Hahn, Ill. Erich Hijlle, Boje Verlag 1974
- Listen for the Whisperer; (1972) Stimmen in der Nacht, Übers. Gisela Stege, Bertelsmann 1973
- Snowfire (1973); Schneefeuer, Übers. Leni Sobez, Heyne 1985
- Mystery of the Scowling Boy (1973)
- Turquoise Mask; (1974) Die grüne Maske, Übers. Gretl Friedmann, Schneekluth Verlag 1977
- Spindrift (1975); Turmzimmer, Übers. Keto von Waberer, Blanvalet 1979
- Secret of Haunted Mesa (1975)
- Song of the Shaggy Canary (1976)
- Golden Unicorn (1976); Das goldene Einhorn, Übers. Gretl Friedmann, Schneekluth 1980
- Stone Bull (1977); Schatten der toten Schwester, Übers. Elisabeth Epple, Schneekluth 1990
- Secret of the Stone Face (1977)
- Glass Flame (1978)
- Domino (1979)
- Poinciana (1980); Alptraum im goldenen Käfig, Übers. Maria Häusler, Heyne 1984
- Vermilion (1981); Drachenstock, Übers. Dagmar von Harbou, Heyne 1985
- Emerald (1983); Smaragd, Übers. Veronika Pichowiak, Bastei Lübbe Verlag 1984
- Rainsong (1984); Tödliche Rosen, Übers. Erika Saupe, Bastei Lübbe 1985
- Dream of Orchids (1985); Geheimnis der Rosen, Übers. Bodo Baumann, Bastei Lübbe 1988
- Flaming Tree (1986); Das Schattenhaus, Übers. Eva Malsch, Bastei Lübbe 1987
- Silversword (1987); Schatten im Regenbogen, Übers. Elke Bahr, Bastei Lübbe 1988
- Feather on the Moon (1988)
- Rainbow in the Mist (1989)
- The Singing Stones (1990)
- Woman Without a Past (1991)
- The Ebony Swan (1992)
- Star Flight (1993)
- Daughter of the Stars (1994)
- Amethyst Dreams (1997); Fluch des Amethysts, Übers. Christian Kennerknecht, Verlagsgruppe Weltbild 1997

### Sonstige Werke
- Writing Juvenile Fiction (1947)
- Writing Juvenile Stories and Novels (1976)
- Guide to Fiction Writing (1982)
- Malice Domestic 5 (1996), Anthologie